# Chalcedectus lanei
Chalcedectus lanei is een vliesvleugelig insect uit de familie Pteromalidae. De wetenschappelijke naam is voor het eerst geldig gepubliceerd in 1970 door De Santis.